# Pietro Pinton
Pietro Pinton (*  9. Juli 1850 in Padua; † 1. Dezember 1897 in Rom) war ein italienischer Historiker. Er war promovierter Jurist und Professor für Geschichte an den Scuole techniche di Oderzo sowie freier Dozent für Mittelalterliche Geschichte an der Universität Padua. Zudem übersetzte er historische Werke vom Deutschen ins Italienische.

## Leben
Pinton wurde in eine aus Irland zugewanderte Familie geboren. Als junger Mann schloss er sich Garibaldi an, unterrichtete in Palermo, Catania, Teramo und Rom an Schulen (1887–1894). Danach lehrte er an der Philosophischen Fakultät der Universität seiner Heimatstadt.
Sein Schwerpunkt lag einerseits auf dem Frühmittelalter (Völkerwanderung, frühe Päpste, Langobarden, Venezianer), andererseits auf der Geschichte von Piove di Sacco.
Pinton war Mitglied in der Società Geografica Italiana und der Deputazione di Storia Patria per le Venezie. In Padua wurde 1969 zu seinem Gedenken eine Straße nach ihm benannt, ebenso wie in Piove di Sacco.

## Werke (Auswahl)
- Venezia bizantina?! Discorso storico-critico, Oderzo 1874 (Auftakt zu einer Reihe von Übersetzungen und zur Auseinandersetzung mit dem Werk Gfrörers, 82 S.).
- Gfrörer, August Friedrich. Storia di Venezia. Dalla sua fondazione fino all'anno 1084, Marco Visentini, Venedig 1878 (Übersetzung aus dem Deutschen).
- La storia di Venezia di A. F. Gfrörer, in: Archivio Veneto (1883) 23–63 (Kritik an August Friedrich Gfrörers Geschichte Venedigs von seiner Gründung bis zum Jahre 1084, posthum 1872 in Graz erschienen). (Digitalisat, daselbst 25,2 (1883) 288–313 (Digitalisat) und 26 (1883) 330–365).
- Veneziani e Longobardi a Ravenna, in: Archivio Veneto XXXVIII (1889) 369–384.
- Le Donazioni barbariche ai papi. Studio storico, Civelli, Rom 1890 (XII und 231 S.). (Digitalisat)
- La più antica chiesa in Piove di Sacco. Nota archeologica, in: Nuovo archivio veneto, II (1891) 277–319.
- Longobardi e Veneziani a Ravenna. Nota storica sulle fonti, Balbi, Rom 1893 (ausführliche Rezension von Giovanni Monticolo, in: Archivio della R. Società Romana di Storia Patria XVI (1893) 249–267. (Google Books))
- Codice diplomatico saccense. Raccolta di statuti, diplomi ed altri documenti e regesti di Piove di Sacco, con prefazione, introduzione, registro, fonti, note, carte, ecc, Balbi, Rom 1894 (enthält 2292 Dokumente, davon 813 von Pinton selbst transkribiert, Nachdruck 1990).
- Appunti biografici intorno al grande giurista ed umanista Card. Zabarella, Protenza, 1895 (Francesco Zabarella).
- Le scuole classiche secondarie nel regno d'Italia: come sono e come dovrebbero essere, Florenz 1897. (Digitalisat)